# Pollenia tesselata
Pollenia tesselata este o specie de muște din genul Pollenia, familia Calliphoridae. A fost descrisă pentru prima dată de Robineau-desvoidy în anul 1863.
Este endemică în Franța. Conform Catalogue of Life specia Pollenia tesselata nu are subspecii cunoscute.